# Антоні Аугустус Брюйн
Антоні Аугустус Брейн (нід. Antonie Augustus Bruijn; 1842 —1890) — нідерландський натураліст, морський офіцер і торговець тваринами. На честь нього названо декілька видів тварин.

## Біографія
Народився 27 грудня 1842 року у Роттердамі. Був шостим із восьми дітей у сім'ї. До 1867 року служив на флоті. У 1865 році призначений командиром національної гвардії султанату Тернате і одружився з дочкою відомого торговця. Після цього також зайнявся торгівлею тваринами. Спорядив експедицію на Нову Гвінею.

## Епоніми
На честь Брюйна названо види:
- єхидна Zaglossus bruijni
- миша Pogonomelomys bruijni
- великоніг Aepypodius bruijnii
- папуга Micropsitta bruijnii
- птах-монарх Grallina bruijni
- дивоптах Drepanornis bruijnii
- ящірка Hypsilurus bruijnii